# Добрич (Ползела)
Добрич (словен. Dobrič) — поселення в общині Ползела, Савинський регіон, Словенія. Висота над рівнем моря: 358,2 м.